# A Thousand and One
A Thousand and One är en amerikansk dramafilm från 2023 med manus och regi av A.V. Rockwell. I huvudrollerna är Teyana Taylor, Will Catlett, Josiah Cross och Aven Courtney. Filmen hade premiär under Sundance Film Festival i januari 2023.

## Handling
Filmen följer Inez, en frisör och tidigare dömd tjuv, som efter att ha släppts från fängelset 1994 återvänder till Brooklyn och återser sin son Terry, som bor i ett fosterhem. När Terry hamnar på sjukhus efter ett rymningsförsök, besöker Inez honom i hemlighet och bestämmer sig för att ta med honom därifrån. Hon kidnappar honom impulsivt och de flyttar till Harlem, där hon börjar bygga upp ett nytt liv med hjälp av falska identitetspapper. Tillsammans med sin gamle pojkvän Lucky, som hon gifter sig med, försöker hon skapa stabilitet för Terry mitt i ett samhälle i förändring och tilltagande polisvåld. Terry är en begåvad elev men kämpar med sin identitet, familjens osäkerhet och förväntningar om att lyckas. Filmen skildrar en intim och komplex relation mellan mor och son i ett New York präglat av social ojämlikhet, drömmar och överlevnad.

## Rollista
- Teyana Taylor – Inez de la Paz
- Aaron Kingsley Adetola – Terry (6 år)
- Aven Courtney – Terry (13 år)
- Josiah Cross – Terry (17 år)
- Will Catlett – Lucky
- Terri Abney – Kim Jones